# Correbia oberthueri
Correbia oberthueri är en fjärilsart som beskrevs av George Francis Hampson 1898. Correbia oberthueri ingår i släktet Correbia och familjen björnspinnare. Inga underarter finns listade i Catalogue of Life.